# Ernest Sowah
Ernest Sowah (Accra, 31 maart 1988) is een Ghanees voetballer die bij voorkeur als doelman speelt. Hij debuteerde in 2012 in het Ghanees voetbalelftal.

## Interlandcarrière
Op 15 augustus 2012 maakte Sowah zijn debuut voor het Ghanees voetbalelftal. In een vriendschappelijke wedstrijd tegen China viel hij zes minuten voor tijd in voor Adam Kwarasey.
Sowah maakte deel uit van de Ghanese selectie op zowel het Afrikaans kampioenschap voetbal van 2012 als dat van 2015. Beide toernooien kwam hij echter geen minuut in actie.

### Gespeelde interlands
| Interlands van Ernest Sowah voor Ghana | Interlands van Ernest Sowah voor Ghana | Interlands van Ernest Sowah voor Ghana | Interlands van Ernest Sowah voor Ghana | Interlands van Ernest Sowah voor Ghana | Interlands van Ernest Sowah voor Ghana |
| №                                      | Datum                                  | Wedstrijd                              | Uitslag                                | Competitie                             | Goals                                  |
| Als speler van Berekum Chelsea         | Als speler van Berekum Chelsea         | Als speler van Berekum Chelsea         | Als speler van Berekum Chelsea         | Als speler van Berekum Chelsea         | Als speler van Berekum Chelsea         |
| -------------------------------------- | -------------------------------------- | -------------------------------------- | -------------------------------------- | -------------------------------------- | -------------------------------------- |
| 1.                                     | 15 augustus 2012                       | China – Ghana                          | 1 – 1                                  | Vriendschappelijk                      |                                        |

Bijgewerkt op 29 mei 2015.